# Nelson Marchezan
Nelson Marchezan (Santa Maria, 4 de maio de 1938 – Pantano Grande, 11 de fevereiro de 2002) foi um bancário, advogado e político brasileiro com base eleitoral no Rio Grande do Sul.

## Biografia
Filho de Guido Marchezan e Maria Colpo Marchezan. Neto de imigrantes italianos que se estabeleceram no bairro da Palma, em Santa Maria, onde trabalhou como motorista e secretário particular do bispo da cidade, e ingressou na carreira política. Nesta cidade foi funcionário do Banco do Brasil, formou-se em contabilidade no Colégio Santa Maria e estudou na Universidade Federal de Santa Maria onde se graduou em Direito em 1964.
Sua carreira política começou em 1958 quando foi eleito vereador pelo PDC em Santa Maria e deputado estadual em 1962. Com o advento do bipartidarismo após a outorga do Ato Institucional Número Dois pelo Regime Militar de 1964 migrou para a ARENA (partido do governo militar), e foi reeleito em 1966 e 1970, licenciando-se para ocupar a Secretaria do Trabalho e Ação Social no governo Euclides Triches.
Eleito deputado federal em 1974 e 1978, migrou para o PDS e foi eleito presidente da Câmara dos Deputados para o biênio 1981/1983 ao derrotar Djalma Marinho, reelegendo-se em 1982.
Líder do governo do militar João Figueiredo (1979-1985) na Câmara dos Deputados votou contra o voto direto, contrário ao movimento de redemocratização conhecido como Diretas-Já, tendo, pois,  votado contra a emenda Dante de Oliveira em 1984.
Votou em branco no Colégio Eleitoral em 1985 embora o PDS tivesse Paulo Maluf como candidato a presidente. Derrotado na eleição para senador pelo Rio Grande do Sul em 1986 deixou a presidência estadual do PDS e voltou a trabalhar como bancário, contabilista e advogado. Vencido por Alceu Collares ao disputar o governo gaúcho em 1990, foi Secretário Nacional de Comunicações no Governo Collor entre abril e setembro de 1992, cargo que deixou após o impeachment do presidente.
Eleito deputado federal pelo PPR em 1994, discordou da criação do PPB e por esse motivo ingressou no PSDB apesar de resistências internas ao seu nome por parte do diretório estadual "tucano" conquistando seu quinto mandato em 1998.
Faleceu vítima de parada cardíaca. E, em sua homenagem foi oficializada o nome da RS-804, entre Santa Maria e Silveira Martins, região onde morou, com o nome de "Estrada dos Imigrantes - Deputado Nelson Marchezan".
É pai do ex-prefeito de Porto Alegre, Nelson Marchezan Júnior.

## Fonte de pesquisa
- GRILL, Igor Gastal. Parentesco, redes e partidos: as bases das heranças políticas no Rio Grande do Sul, UFRGS, Porto Alegre, 2003.